# Ousté
Ousté település Franciaországban, Hautes-Pyrénées megyében. Lakosainak száma 35 fő (2022. január 1.). Ousté Saint-Créac, Berbérust-Lias, Juncalas és Ourdon községekkel határos.

## Népesség
A település népességének változása:
| Lakosok száma | 37   | 28   | 29   | 26   | 29   | 32   | 35   | 35   | 35   |
|               | 2013 | 2015 | 2016 | 2017 | 2018 | 2019 | 2020 | 2021 | 2022 |